# Alchemilla fontinalis
Alchemilla fontinalis é uma espécie de rosácea do gênero Alchemilla, pertencente à família Rosaceae.